# Gawin Caskey
Gawin Caskey (กวิน แคสกี้), noto anche con lo pseudonimo di Fluke (ฟลุ๊ค) (Bangkok, 8 agosto 1997), è un attore e cantante thailandese.

## Biografia
Gawin Caskey, soprannominato Fluke, è un attore e cantante americano-thailandese. Ha studiato alla McDoWell High School (USA) e si è laureato alla Assumption University (Bangkok) presso la Martin de Tours School of Management and Economic. È entrato nell'industria dello spettacolo da attore sotto la GMMTV.

## Filmografia

### Televisione
- Kiss Me Again - serie TV (2018)
- Kiss Me Again: Pete-Kao - miniserie (2018)
- Dark Blue Kiss - serie TV (2019)
- Girl Next Room: Motorbike Baby - serie TV (2020)
- Not Me - serie TV (2021)
- Enchanté - serie TV (2022)
- Oops! Mr.Superstar Hit on Me - serie TV (2022)
- Be My Favorite - serie TV (2023)

## Discografia

### Singoli
- โลกของฉันคือเธอ (You Mean the World) - dalla colonna sonora di F4 Thailand : หัวใจรักสี่ดวงดาว [2]
- รู้แค่ผมรักคุณก็พอ (Je t’aime à la folie) - dalla colonna sonora di Enchanté[3]